# Elsa Ström-Ciacelli
Elsa Ström-Ciacelli, född Ström den 14 februari 1876 i Stockholm, död den 5 december 1952 i Stockholm , var en svensk målare, tecknare och grafiker. 
Hon var dotter till bankkamreren Axel Fredrik Ström och Emilia Wallin. Efter utbildning vid Konstakademien i Stockholm 1897–1905 där hon även deltog i Axel Tallbergs etsningsskola fortsatte hon sina studier i Paris, Tyskland, Spanien och Italien. i Italien träffade hon den futuristiske konstnären Arturo Ciacelli (1883–1966), som hon gifte sig med 1909 och året därpå föddes sonen Remo Ciacelli. Genom sin man kom hon i kontakt med det moderna konstidealet i södra Europa och närmade sig kubismen i sina målningar. Separat ställde hon ut i bland annat Stockholm 1917, Köpenhamn 1920, Gummesons konsthall 1926, Svensk-franska konstgalleriet 1928 och Lilla utställningen 1930. Tillsammans med sin man ställde hon ut på Galerie Moderne 1926 och tillsammans med sin man, Inez Leander, Eva Schillberg och Elsa Danson på Konstnärshuset 1934. Hon medverkade i Föreningen Svenska Konstnärinnors utställningar på Konstakademien 1911, Liljevalchs konsthall 1917 samt i London 1930 och Philadelphia 1931, Baltiska utställningen, Grafiska sällskapets utställning på Liljevalchs konsthall 1924 samt ett antal av Sveriges allmänna konstförenings utställningar sedan 1910. Hon medverkade i Parissalongen 1930. Elsa Ström-Ciacelli målade bland annat gatumotiv, parker, hamnvyer och stilleben i ett personligt manér som kan karaktäriseras som typiskt italienskt. Hon ägnade sig även åt träsnitt. Några av hennes verk ingick i utställningen "De berömda och de glömda" som producerades av Mjellby Konstmuseum 2006. Utställningen gick på turné och visades bland annat på Norrköpings konstmuseum. Ström-Ciacelli är representerad vid Nationalmuseum i Stockholm, Malmö museum, Statens Museum for Kunst i Köpenhamn och Institut Tessin Paris.